# Charlies Welt – Wirklich nichts ist wirklich
Charlies Welt – Wirklich nichts ist wirklich (Originaltitel A Glimpse Inside the Mind of Charles Swan III) ist eine US-amerikanische Filmkomödie, die unter der Regie Roman Coppolas, der auch für das Drehbuch und die Produktion verantwortlich war, entstand. Am 8. Januar 2013 wurde der Film bei diversen Onlinevideotheken veröffentlicht. Am 8. Februar startete die eingeschränkte Kinoauswertung in den USA durch den Verleih A24. Der deutsche Kinostart war am 2. Mai 2013.

## Handlung
Charlies Gedanken werden von einem Psychiater durchleuchtet. Er stellt fest, dass sich Charlies Gedanken hauptsächlich um Sex drehen, ihn aber ein verdrängtes Problem mit Schuhen belastet, was zu der eigentlichen Handlung führt:
Der erfolgreiche Grafikdesigner Charles Swan III wird von seiner Freundin Ivana verlassen, nachdem diese Nacktfotos von seinen früheren Liebschaften gefunden hat.
Der deprimierte Charlie fährt mit seinem Auto zu einem Tal, um Ivanas Schuhe fortzuwerfen. Der Müllsack mit den Schuhen landet aber auf einem Baum. Bei dem Versuch, an den Sack heranzukommen, stürzt Charlie beinahe in den Abgrund und gibt es dann auf. Als er fort will, stürzt er aufgrund unglücklicher Umstände schließlich mit seinem Auto die Klippe herunter und landet in einem Pool in einem fremden Garten.
Charlie wird mit Schmerzen in der Herzgegend und einem tauben Arm in ein Krankenhaus eingeliefert. Dort bekommt er Besuch von seiner Schwester Izzy und ihren Kindern, seinem besten Freund Kirby Star, einen jüdischen Stand-up-Comedian, für den er ein Cover entwerfen soll, und seinem Manager Saul, von dem Charlie  über seine Finanzprobleme informiert wird. Saul hat selbst Eheprobleme und wird von Charlie eingeladen, in seinem Haus zu schlafen. Charlie widerfährt einer Reihe von Tagträumen und Halluzinationen, die ihn an vergangene Zeiten mit Ivana erinnern und in denen er mit Kirby und Saul surreale Welten durchlebt, in denen auch stets Ivana auftaucht.
Charlie kann die Trennung von Ivana nicht verarbeiten, vernachlässigt die Arbeit und setzt ein Testament auf. Von seinem behandelnden Arzt bekommt Charlie jedoch die Diagnose, dass er, abgesehen von starkem Sodbrennen, gesund ist und wird entlassen.
Zuhause trifft er auf Saul, seine Haushälterin und seinen Vogel. Charlie will mit seinem Leben neu anfangen, wird jedoch von der Vergangenheit eingeholt, als Ivanas Schwester anruft, um anzukündigen, dass sie Ivanas Ski-Ausrüstung abholen will.
Bei der Geburtstagsfeier seiner Großmutter erfährt Charlie von seiner Schwester, das ihr Verlag es abgelehnt hat, ihr Buch zu verlegen und verspricht ihr, sich zu rächen.
Charlies Vogel stirbt und über Nachrichten auf dem Anrufbeantworter erfährt Charlie, dass am gleichen Tag sowohl Ivanas Schwester vorbeikommen will als auch eine Betriebsfeier seiner Firma stattfindet.
Charlie besorgt sich von Kirbys Freund ein Abhörgerät, platziert den Sender in Ivanas Skiausrüstung und fährt in eine Bar. Betrunken fährt er zum Verlag seiner Schwester, wo er die Scheibe der Eingangstür mit einem Mülleimer zertrümmert und dann vor den alarmierten Sicherheitsmitarbeitern des Sicherheitsdienstes zu Fuß flieht. Als er auf ein Taxi trifft, steigt er ein und will sich mit Drogen versorgen. Der Taxifahrer fährt ihn zu einem Bekannten, von dem Charlie Kaviar und Wodka kauft. Charlie lässt sich zu Ivanas Haus fahren und hört sie ab. Dabei erfährt er, dass sie mit einem neuen Freund zusammen ist. Ivana und ihr neuer Freund bemerken Charlie im Vorgarten und es kommt zu einem letzten Gespräch zwischen Ivana und Charlie.
Charlie lässt sich zu der Betriebsfeier seiner Firma fahren, wo zuvor die Polizei bereits nach ihm gesucht hat. Die Firma präsentiert zu Ehren Charlies Charles Swan III Junior, eine Charlie nachempfundene Marionette, die Charlie zu einer Idee für Kirbys Cover verhilft.
Charlie fährt erneut zu dem Ort, wo er die Schuhe seiner Ex-Freundin fortgeworfen hat, klettert zu dem Müllsack und schmeißt ihn schließlich in das Tal. Anschließend fährt er zu dem Fotoshooting für Kirbys Cover, für das alle Beteiligten des Films abgelichtet werden. Abschließend stellen sich die Hauptdarsteller namentlich vor.

## Rezeption
Charlies Welt erhielt ein sehr schlechtes Presseecho, was sich auch in den Auswertungen US-amerikanischer Aggregatoren widerspiegelt. So erfasst Rotten Tomatoes größtenteils kritische Besprechungen und ordnet den Film dementsprechend als „Gammelig“ ein. Laut Metacritic fallen die Bewertungen im Mittel „Grundsätzlich Ablehnend“ aus.
So schrieb der legendäre US-amerikanische Filmkritiker Roger Ebert noch zwei Monate vor seinem Tod einen bissigen Verriss:

„Es ist schrecklich, Film zu vergeuden. Es ist ein trauriger Anblick, dass Roman Coppola ihn für Charlies Welt vergeudet. Ich würde weiter gehen. Es ist eine Schande, dass Charlie Sheen eine Rolle darin vergeudet. Ich bin noch nicht fertig: Es ist ein Desaster, dass Bill Murray seine Zeit mit diesem Dreck hoch drei verbringt. […] Nur wegen der fiebrigen Farben und Bilder [von Ausstatter Elliot Hostetter] habe ich weitergeschaut, bereit den Anblick und nicht den Inhalt jeder Szene zu begutachten. Ich habe mich zum Teil dabei erwischt, an den Schauspielern vorbeizublicken, verärgert, dass sie wertvollen Bildhintergrund abdecken.“

Auch die Film-Blogs kino-zeit.de und MovieMaze konnten dem Film nichts abgewinnen:

„Und hier hätten wir den ersten Anwärter und sicheren Gewinner für den wahrscheinlich schlimmsten Film des Jahres 2013: Charlies Welt. Man sieht ja selten Werke, die so konsequent schrecklich sind wie Roman Coppolas Versuch dem öffentlichen Zerfall von Charlie Sheen etwas Lustiges abzugewinnen, vor allem wenn Sheen selbst gern mitmacht. […] Und so bleibt der Zuschauer mit seinen Empfindungen an der Oberfläche und sieht vor allem eines: Charlie Sheen, der irgendwie sich selbst spielt, zusammen mit ein paar anderen Schauspielern in einem eigenartigen und peinlichen Film, der keinen Sinn ergibt und das Gefühl vermittelt, hier hätte ein 10-jähriger ein Drehbuch auf eine Serviette gekritzelt und dann mit wahnsinnig viel Ausstattung verfilmt.“

„Die Frage, die sich der potenzielle Zuschauer besser im Vorhinein stellen sollte, lautet, ob er wirklich ausreichend masochistisch veranlagt ist, sich auf diese verquere Tour einzulassen? […] Wenn auch nicht nach den üblichen filmischen Gepflogenheiten inszeniert, lässt sich der Streifen auf der anderen Seite allerdings auch nicht als Arthouse verkaufen. Und landet somit eher als missglücktes cineastisches Experiment im Zelluloidcontainer, wo er in Frieden schlummern darf.“

Das deutsche Feuilleton äußerte sich demgegenüber etwas verhaltener:

„Das alles klingt wie eine Episode aus dem Leben des Schauspielers Charlie Sheen. Und schon in den ersten Minuten des Films wird klar, dass eine Unterscheidbarkeit zwischen Darsteller und Rolle tatsächlich nicht gewünscht ist. Coppola hat das Drehbuch an seinem Hauptdarsteller entlang geschrieben. […] Sein Film ist voll von hyperbunten Einfällen und Zitaten – Bill Murray als John Wayne zwischen halbnackten Squaws, Charlies Tango mit seinen Exfreundinnen auf einem Friedhof, eine Verfolgungsjagd mit bestrapsten weiblichen Nazi-Schergen. Dank des Set-Designs von Elliott Hostetter (True Grit) ist all das hübsch anzuschauen, die Charaktere verblassen dazwischen aber gänzlich.“

„So ein Film ist Coppolas Charlies Welt: eine wilde, schlingernde und sehr intelligente Beerdigung des allerletzten Mannes, die so tut, als wollte sie komisch sein, aber das ist nur ein (vielleicht untauglich männlicher) Versuch, mit der Schwermut klarzukommen. Ein letztes Mal noch lässt dieser Mann – Charles Swan, Charlie Sheen, Charles Swann – seine Träume losreiten. Um festzustellen, dass keiner sie mehr mitträumen will. In Zukunft werden die Frauen sein, wie die Männer waren: handelnd, entschlossen, alle verstoßend, die ihren Ansprüchen nicht genügen. Und die Männer werden sein wie die Frauen, denen sie sich zugemutet haben: an psychosomatischen Symptomen laborierend, ihrer Innerlichkeit nachhängend. Kann sein, dass die amerikanische Filmkritik so wütend auf Coppolas Film war, weil er sich die Großzügigkeit leistet, uns noch einmal mit der Melancholie zu konfrontieren, die alle Vertreter aussterbender Arten umweht.“

## Belege
1. ↑   Freigabebescheinigung für Charlies Welt – Wirklich nichts ist wirklich. Freiwillige Selbstkontrolle der Filmwirtschaft, Februar 2013 (PDF; Prüfnummer: 137 272 K).
2. 1 2  Charlies Welt – Wirklich nichts ist wirklich. In: Rotten Tomatoes. Fandango, abgerufen am 27. Dezember 2024 (englisch, aggregiert aus 55 Kritiken).
3. 1 2  Charlies Welt – Wirklich nichts ist wirklich. In: Metacritic. Abgerufen am 27. Dezember 2024 (englisch, aggregiert aus 21 Kritiken).
4. ↑  Cammila Collar: A Glimpse Inside the Mind of Charles Swan III (2013) (Memento vom 23. Juni 2019 im Internet Archive) bei AllMovie (englisch)
5. 1 2  Dimitrios Athanassiou: Charlies Welt – Wirklich nichts ist wirklich. In: Moviemaze. Archiviert vom Original am 4. März 2016; abgerufen am 19. März 2021.
6. 1 2  Roger Ebert: Review. 12. Februar 2013, abgerufen am 27. Februar 2024 (englisch): „A film is a terrible thing to waste. For Roman Coppola to waste one on "A Glimpse Inside the Mind of Charles Swan III" is a sad sight to behold. I'll go further. For Charlie Sheen to waste a role in it is also a great pity. I stop not: For Bill Murray to occupy his time in this dreck sandwich is a calamity. […] The feverish colors and images [of production designer Elliot Hostetter] are the reason I kept watching, ready to examine every scene for its look but not its content. At times I caught myself trying to look beyond the actors, annoyed that they were blocking valuable background space.“
7. ↑  Beatrice Behn: Charlies Welt. kino-zeit.de, 28. März 2013, abgerufen am 31. März 2013.
8. ↑  Jessica Braun: Film „Charlies Welt“: Auf der Suche nach der verlorenen Aufmerksamkeit. zeit.de, 6. Mai 2013, abgerufen am 12. Mai 2013.
9. ↑  Peter Praschl: Charlie Sheen und das Ende des allerletzten Mannes. Die Welt, 29. April 2013, abgerufen am 10. Mai 2013.